# О’Брайен, Конор Круз
Конор Круз О’Брайен (англ. Conor Cruise O’Brien; 3 ноября 1917 — 18 декабря 2008) — ирландский политик, учёный и писатель.

## Биография
Окончил дублинский Тринити-колледж. С 1940-х гг. состоял на дипломатической работе. В 1961 г. был направлен генеральным секретарём ООН Дагом Хаммаршельдом в Катангу в качестве специального представителя, однако вскоре был вынужден выйти в отставку, поскольку социалистические симпатии О’Брайена привели к конфликту с силами Моиза Чомбе; годом позже О’Брайен выпустил отчёт об этой своей миссии под названием «В Катангу и обратно» (англ. To Katanga and Back), а в 1969 г. опубликовал основанную на личных впечатлениях пьесу «Убийственные ангелы» (англ. Murderous Angels) с Хаммаршельдом и Патрисом Лумумбой в качестве главных героев. Оставшись работать в Африке, в 1962—1965 гг. занимал пост ректора Университета Ганы. Затем в 1965—1969 гг. профессор Нью-Йоркского университета.
Вернувшись в Ирландию в 1969 году, был избран от Лейбористской партии в Палату представителей Парламента Ирландии; в 1973 г. на протяжении двух месяцев исполнял также обязанности депутата Европарламента. В том же году занял пост министра почт и телеграфов в правительстве Лайама Косгрейва и оставался в должности в течение всего срока полномочий правительства (до 1977 года). В этот период зарекомендовал себя как жёсткий противник Шинн Фейн и ассоциировавшейся с ней радикально-террористической деятельности, выступал за цензурный запрет их публичных выступлений. В 1979—1979 гг. был депутатом Сената Ирландии.
В 1979—1981 гг. работал в Великобритании, занимая пост главного редактора газеты The Observer. В дальнейшем сосредоточился на литературно-публицистической деятельности, на протяжении многих лет (до 1994 г.) занимал также должность вице-канцлера Дублинского университета.
О’Брайену принадлежат биографии Альбера Камю (1970) и Эдмунда Бёрка (1992), сочувственная по отношению к Еврейскому государству книга «Осада: Сага об Израиле и сионизме» (англ. The Siege: The Saga of Israel and Zionism; 1986), несколько сборников статей и эссе на темы религии, национализма, ирландской истории, а также книга мемуаров (1999).